# Luis Manuel Orejuela
Luis Manuel Orejuela (* 20. August 1995 in Cali) ist ein kolumbianischer Fußballspieler. Er wird auf der Position eines rechten Außenverteidigers eingesetzt. Sein spielstarker Fuß ist der rechte. Er steht beim FC São Paulo unter Vertrag.

## Verein

### Deportivo Cali
Orejuela begann seine Fußballkarriere in der Escuela Recuerdos De Olimpia in Sanin einer Satellitenstadt von Cali, bevor in den Nachwuchsbereich von Deportivo Cali kam. Kurz vor seinem achtzehnten Geburtstag gab Orejuela 2013 sein Debüt in der Profimannschaft des Klubs. Am 7. August 2013 traf Cali im Pokalwettbewerb auswärts auf den Unión Magdalena. Diesen ersten Einsatz bestritt er gleich über die volle Spielzeit. Im Jahr darauf kam Orejuela zu seinem ersten Spiel in der Liga. Am 5. April, dem 15. Spieltag der Saison, traf Cali auf fremden Platz auf den Millonarios FC. Orejuela konnte bis zum Spielende auf dem Platz bleiben. Es blieb aber sein einziger Ligaeinsatz in dem Jahr. Auch 2015 spielte er nur viermal mit, konnte mit dem Klub aber mit der Apertura seinen ersten Erfolg feiern. Ab der Saison 2016 avancierte Orejuela dann zur Stammkraft bei Cali. In dem Auswärtsspiel gegen Rionegro Águilas am 20. November 2016, erzielte er in der 28. Minute den Führungstreffer (Endstand-1:3). Bereits zuvor durfte Orejuela mit Cali seinen Einstand auf internationaler Klubebene geben. Im letzten Spiel in der Gruppenphase der Copa Libertadores 2016 traf Cali am 20. April 2016 auf Boca Juniors. Bei der 6:2-Niederlage wurde Orejuela bereits nach 32 Minuten gegen César Amaya ausgewechselt. Zu diesem Zeitpunkt stand es noch nur 1:0 für Boca.

### Ajax Amsterdam
Im August 2017 wurde der Wechsel von Orejuela in die Niederlande zu Ajax Amsterdam bekannt. Die Ablösesumme betrug 3,5 Millionen Euro und der Kontrakt erhielt eine Laufzeit über fünf Jahre. Zunächst wurde Orejuela im Nachwuchsteam Jong Ajax in der zweiten Liga der Niederlande eingesetzt. Hier bestritt er sein erstes Spiel am 1. September 2017 gegen den Jong PSV, der Nachwuchsauswahl des PSV Eindhoven. In dem Auswärtsspiel stand Orejuela in der Anfangself. In der Saison 2017/18 blieb Orejuela im Wesentlichen Jong Ajax zugeordnet.
Für die A-Auswahl des Klubs trat Orejuela das erste Mal im niederländischen Pokal an. Am 20. September 2017 traf Ajax in der ersten Runde auf den SVV Scheveningen. Bei dem 5:1-Auswärtssieg stand er die vollen neunzig Minuten auf dem Platz. In dem Wettbewerb kam er zu zwei weiteren Einsätzen. In der ersten Liga kam Orejuela nur zu einem Spiel. Am 17. Dezember 2017, dem 17. Spieltag der Saison auswärts gegen den AZ Alkmaar, wurde er nach der Halbzeitpause für Deyovaisio Zeefuik eingewechselt. Weitere Einsätze in der Liga erhielt er nicht. Dafür kam 2018 zu seinen ersten auf europäischer Klubebene. Hier bestritt er fünf Spiele auf Freundschaftsebene. Darunter am 23. Januar 2018 gegen den MSV Duisburg.

### Brasilien
Zur Saison 2019 wurde Orejuela für ein Jahr an den Cruzeiro EC aus Belo Horizonte ausgeliehen. Der Kontrakt erhielt eine Laufzeit bis Jahresende. Sein erstes Spiel für Cruzeiro bestritt Orejuela in der Staatsmeisterschaft von Minas Gerais. Am 23. Januar 2019, im Heimspiel gegen den CA Patrocinense, stand er in der Anfangsformation. Danach kam er noch zu vier weiteren Einsätzen in dem Wettbewerb und konnte am Ende mit der Mannschaft den Titelgewinn feiern. Sein erstes Spiel in der brasilianischen Meisterschaft bestritt Orejuela am 5. Mai 2019, dem dritten Spieltag der Série A 2019 gegen den Goiás EC. In dem Spiel stand er bis zur 75. Minute auf dem Platz, bis er gegen Jádson Alves ausgewechselt wurde.
Die im Leihvertrag enthaltene Kaufoption wurde von Cruzeiro, trotz des Abstiegs in die Série B, gezogen. Cruzeiro zahlte für 50 % der Transferrechte 1,5 Millionen US-Dollar. Der Vertrag erhielt eine Laufzeit bis Dezember 2023. Im Januar 2020 wurde Orejuela an den Grêmio FBPA aus Porto Alegre ausgeliehen. Die Leihe erhielt eine Laufzeit bis Jahresende.
Aufgrund der finanziell angespannten Situation von Cruzeiro, nahm der Klub Anfang März 2021 ein Kaufangebot des FC São Paulo an. Bei dem Klub erhielt Orejuela einen Vertrag bis Ende 2024. São Paulo erwarb 50 % der wirtschaftlichen Rechte von Cruzeiro. Die restlichen 50 % verblieben bei Ajax. Nachdem er in der Série A 2021 nur selten zu Einsätzen gekommen war, wurde Orejuela an Grêmio FBPA ausgeliehen. Noch im Zuge der Austragung der Staatsmeisterschaft von Rio Grande do Sul 2022 verließ Orejuela Grêmio wieder. Im Zuge eines Leihgeschäftes zwischen São Paulo und Athletico Paranaense bekam er die Möglichkeit die nationale Meisterschaft in dem Jahr in der Série A 2022 zu verbringen. Die Leihe wurde bis zum Saisonende im November befristet. Am 29. Oktober 2022 trat der Spieler mit dem Klub im Finale der Copa Libertadores 2022 gegen Flamengo Rio de Janeiro an. Bei der 0:1–Niederlage saß er nur auf der Reservebank.
In der Staatsmeisterschaft von São Paulo 2023 bestritt Orejuela sieben Spiele, wurde in der anschließenden Série A 2023 aber nicht mehr berücksichtigt. Bis zum elften Spieltag saß ohne Einsatz zweimal auf der Reservebank. Im Juni wurde er daraufhin an den Ceará SC in die Série B 2023 ausgeliehen. Auch hier kam er zu keinen Einsätzen und wurde bereits im August in seine Heimat an Independiente Medellín ausgeliehen. Zum Ende Juni 2024 lief das Leihgeschäft aus.

## Nationalmannschaft
2014 wurde Orejuela eingeladen am U-21 Turnier von Toulon teilzunehmen. Bei dem Turnier spielte er gegen die Teams aus Brasilien und Katar.
Im Jahr darauf war Orejuela Teil des Kaders Kolumbiens bei der U-20-Fußball-Südamerikameisterschaft 2015. In dem Wettbewerb kam er zu sieben Einsätzen. Bei allen stand er in der Anfangsformation.
2017 stand Orejuela erstmals im Kader der A-Auswahl Kolumbiens. Beim Benefizspiel gegen die Auswahl Brasiliens zu Gunsten der Angehörigen der Opfer des LaMia-Flug 2933 stand er im Kader, kam aber nicht zum Einsatz. Zwei Jahre später im Freundschaftsspiel gegen das Team von Südkorea erhielt er diesen.

## Erfolge
Deportivo Cali
- Categoría Primera A: 2015 Apertura

Jong Ajax
- Eerste Divisie: 2017/18

Cruzeiro
- Staatsmeisterschaft von Minas Gerais: 2019

Grêmio
- Taça Francisco Novelletto: 2020
- Staatsmeisterschaft von Rio Grande do Sul: 2020

São Paulo
- Staatsmeisterschaft von São Paulo: 2021